# Asier Riesgo
Asier Riesgo Unamuno (* 6. Oktober 1983 in Deba,  Baskenland) ist ein spanischer Fußballtorwart.

## Spielerkarriere
Asier Riesgo startete seine Karriere als Fußballer beim baskischen Traditionsverein Real Sociedad San Sebastián. Von 2000 bis 2004 stand er vier Jahre lang beim B-Team der Txuri Urdin unter Vertrag, spielte die letzten beiden Jahre allerdings als Leihspieler beim Zweitligisten SD Eibar. Seit 2004 steht er im Kader der ersten Mannschaft Real Sociedads. Dort war er Stammspieler, obwohl er in der Abstiegssaison 2006/07 zeitweise seinen Stammplatz an den neu verpflichteten chilenischen Nationaltorwart Claudio Bravo verlor. Seit Sommer 2010 stand er bei CA Osasuna unter Vertrag. Nach fünf Jahren verließ er diese und wechselte ablösefrei zu SD Eibar.

## Erfolge
Real Sociedad
- Spanischer Zweitligameister: 2010

Spanien
- U19-Europameister: 2002